# Oerwoud (tropisch)

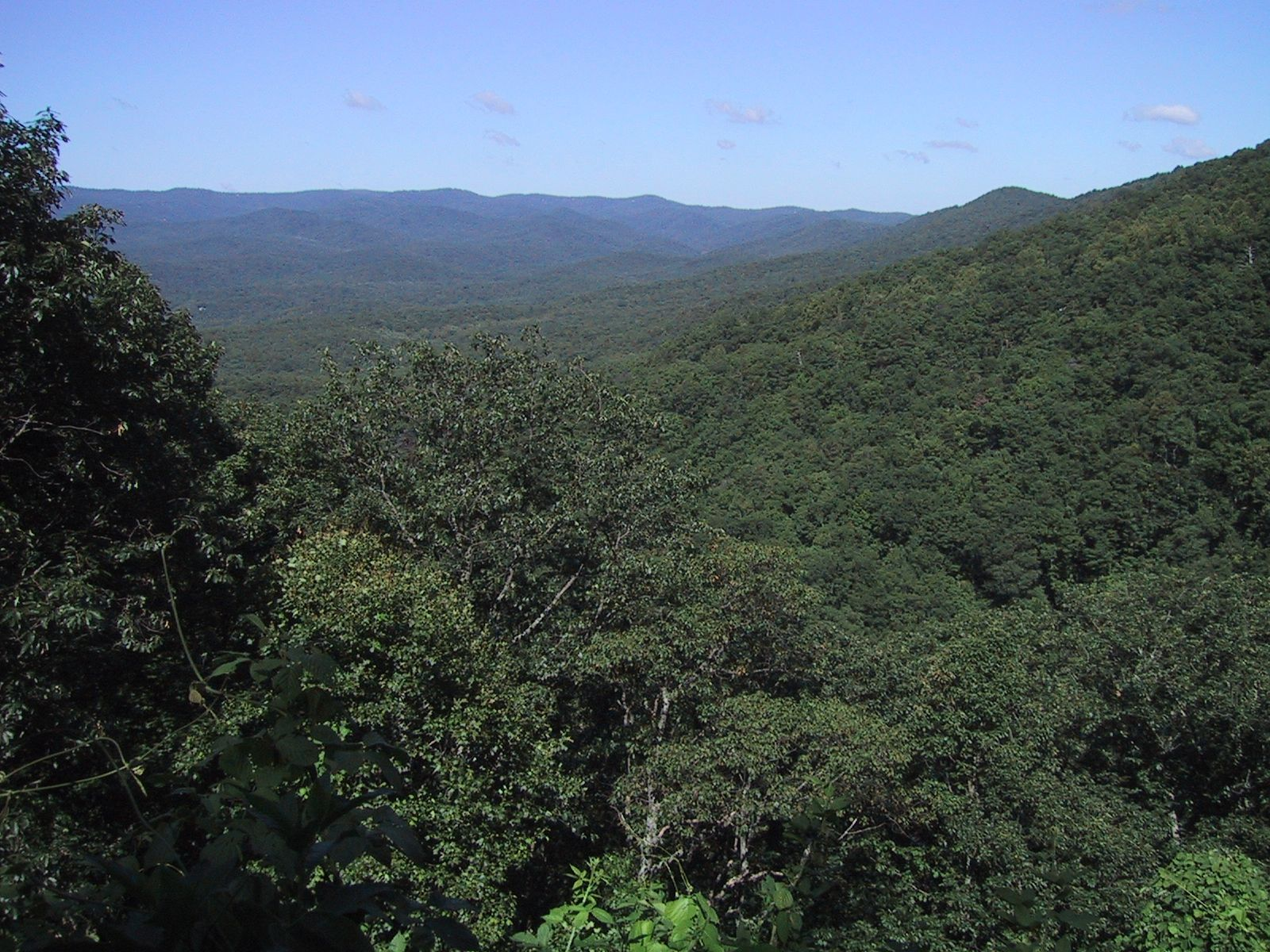
Berggebied met oerwoud

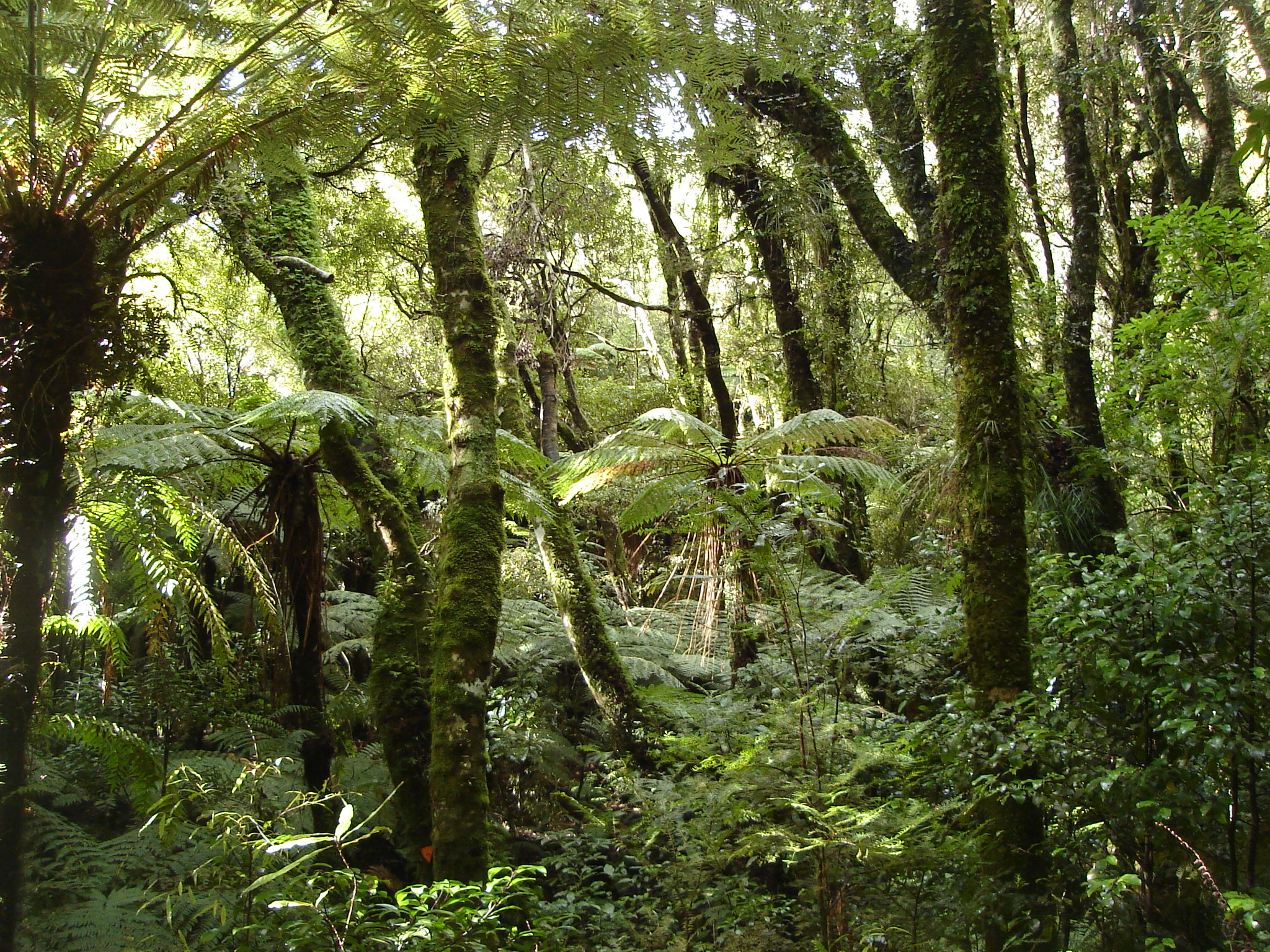
Oerwoud van een regenwoud in Nieuw-Zeeland

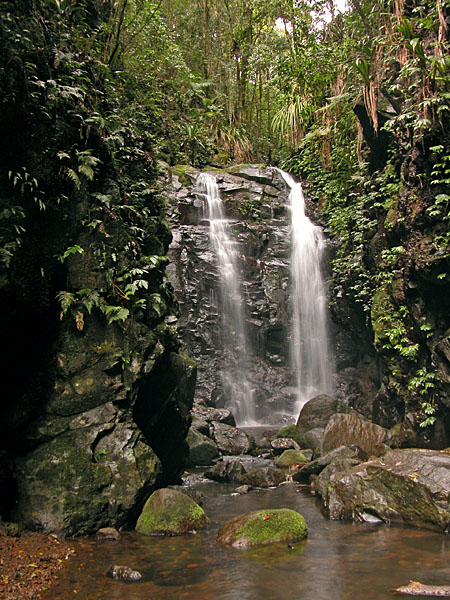
Waterval in het nationaal park Lamington, Queensland, Australië

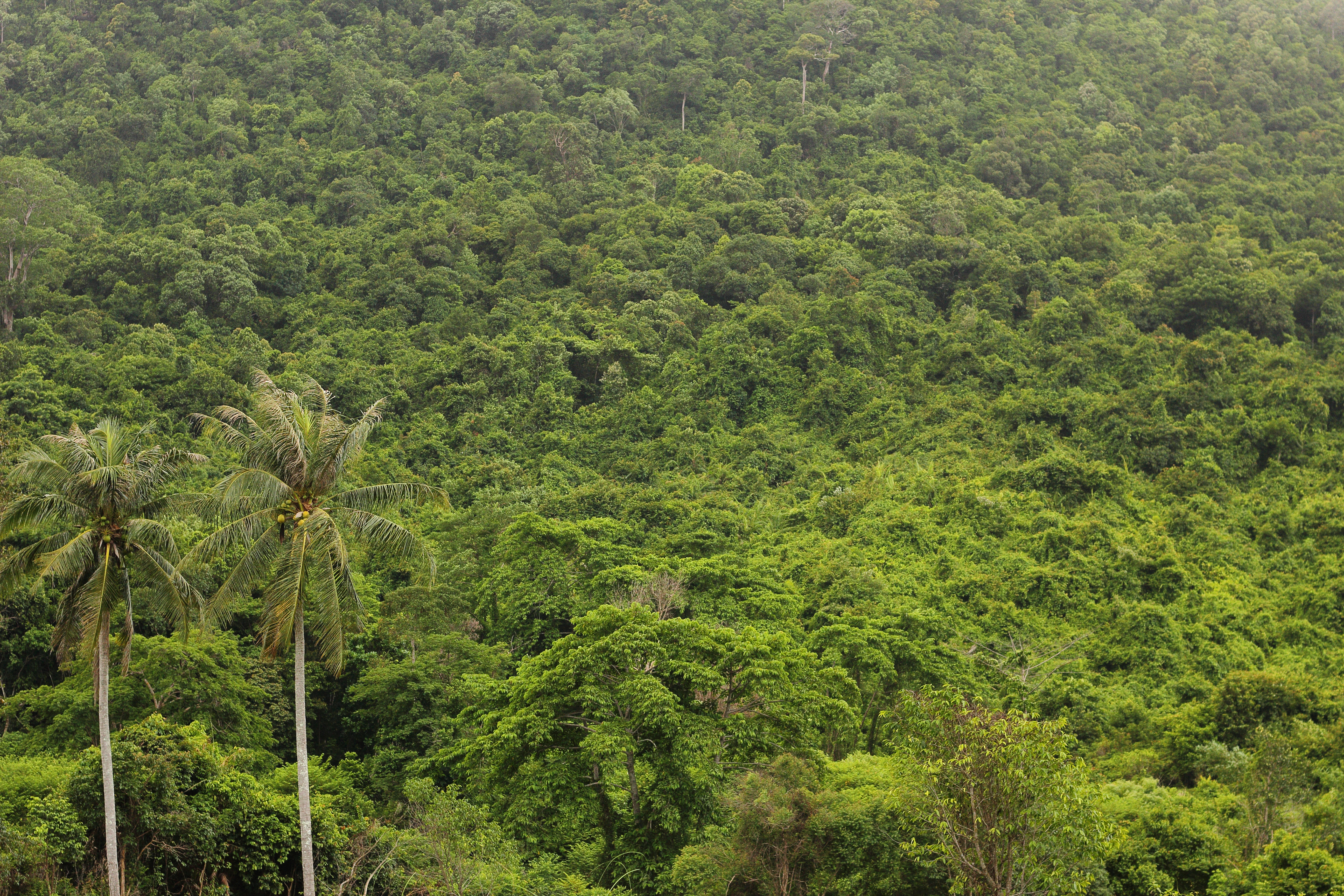
Jungle Cambodja.

Een jungle of rimboe of (tropisch) oerwoud is een bos dat vrijwel of geheel zonder tussenkomst van mensen is ontstaan of zich zo ontwikkelt. Zo'n oerwoud komt op verschillende hoogtes in tropische klimaatzones voor. Een  bijzonder rijke vorm van oerwoud is het tropisch regenwoud, dat centraal staat in dit artikel.

## Gebieden met oerwouden
Tropische regenwouden komen voor langs de evenaar, in Zuid-Amerika (het Amazoneregenwoud), Afrika, Zuidoost-Azië en Australië.
Daarnaast zijn er oerbossen in gematigde zones en subtropische gebieden. Ook Europa kent oerbossen maar ze zijn zeldzaam. In de laaglanden van West-Europa en het Middellandse Zeegebied zijn ze vrijwel volledig verdwenen. In sommige berggebieden komen bossen voor die nog tamelijk veel op een oerbos lijken. Een bekend voorbeeld van wat een laagland-oerbos zou benaderen is het oerbos van Białowieża op de grens van Polen en Wit-Rusland.

## Natuur en klimaat
Het belang van tropische regenwouden ligt in de grote biodiversiteit (soortenrijkdom) die ze herbergen, en in de invloed die ze op het klimaat hebben. Er komen vaak veel bijzondere planten en dierensoorten in voor; op een vierkante kilometer tropisch regenwoud staan vaak meer soorten bomen en andere planten dan in heel Nederland kunnen worden gevonden. Zo werden in een regenwoud in Maleisië, het Lambir National Park, 1152 boomsoorten gevonden in een gebied ter grootte van een halve vierkante kilometer. Ook de diversiteit aan vogels en insecten is enorm.
Anders dan soms wordt beweerd, vormen oerwouden niet de hoofdbron van zuurstof. Planten nemen koolstofdioxide uit de lucht op bij het groeien en geven in ruil daarvoor zuurstof af. Als de plant echter sterft rot hij weg en alle eerder opgenomen koolzuurgas komt daarbij weer vrij, en alle eerder afgegeven zuurstof wordt weer opgenomen. Alleen zolang er netto meer kooldioxide wordt gebonden dan er ontstaat bij het wegrotten maakt een bos zuurstof aan - dat wil zeggen vooral bij jonge bossen waarin de houtmassa nog toeneemt en in situaties waarin niet al het dode hout vergaat, bijvoorbeeld veenmoerassen waarin koolstof gebonden wordt in steeds dikker wordende veenlagen. Wel is het zo dat oerwouden een belangrijke opslagkamer zijn voor CO2, waarvan de volledige vrijgave catastrofale gevolgen zou hebben.

## Gebruik en beheer
Zeer waarschijnlijk zijn de huidige oerwouden al tienduizenden jaren in gebruik bij mensen. De laatste eeuw is het gebruik intensiever geworden. Doordat veel bomen in het tropisch regenwoud geschikt zijn om hout voor woningen en andere toepassingen te leveren, worden ze veel gekapt, maar ook om plaats te maken voor landbouwgrond. Veel planten- en diersoorten zijn al door kaalslag verdwenen. Volgens sommige berekeningen kunnen de tropische regenwouden binnen ongeveer 50 jaar verdwenen zijn.
Bij een duurzaam bosbeheer wordt ten hoogste zoveel gekapt dat het bos zich kan herstellen. Hout uit op deze wijze beheerde bossen kunnen het FSC-label krijgen, een keurmerk voor duurzaam bosbeheer.